# Olindo
Olindo  è un nome proprio di persona italiano maschile.

## Varianti
- Maschili: Olinto[1][3]
- Femminili: Olinda[1][3], Olinta[1][3]

## Origine e diffusione

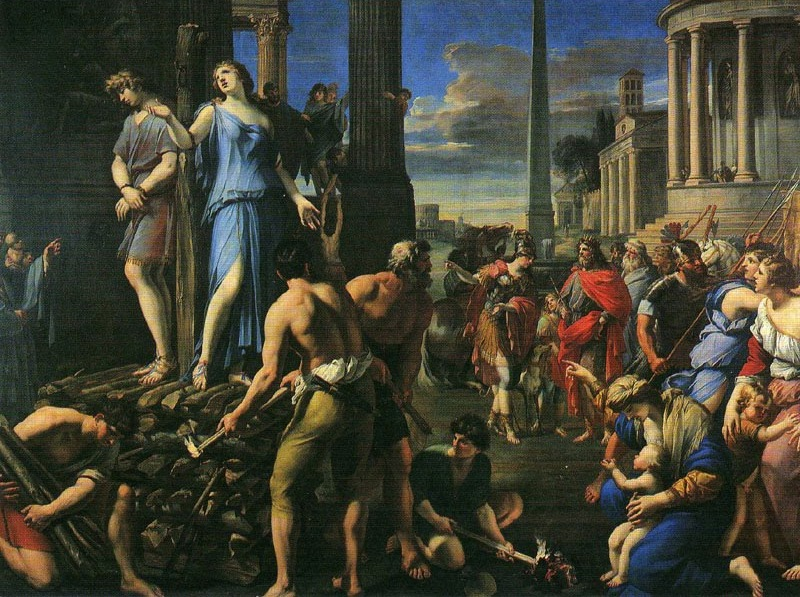
Olindo e Sofronia, di François Perrier

Si tratta di un nome di matrice letteraria, reso celebre da un personaggio della Gerusalemme liberata di Torquato Tasso, il guerriero cristiano Olindo, innamorato di Sofronia, condannato al rogo insieme con lei dal sovrano Aladino e liberato all'ultimo istante da Clorinda.
Analogamente a molti altri nomi che appaiono in tale opera, è possibile che Tasso lo abbia inventato di sana pianta; in alternativa, è possibile che sia da ricondurre al nome dell'antica città greca di Olinto; il suo toponimo, anticamente Όλυνθος (Olunthos), è tratto da ολυνθος (olunthos), termine preellenico che indica il fico selvatico. In alcuni casi, infine, può essere considerato una forma sincopata di Odalindo, nome germanico composto da aud ("possesso", "proprietà") e lint ("tiglio")-
In Italia, questo nome è raro, diffuso principalmente nel Settentrione, con punte in Emilia-Romagna per la forma base e in Veneto, Toscana e provincia di Udine per le varianti in -t-.

## Onomastico
Nessun santo ha mai portato questo nome; l'onomastico può essere eventualmente festeggiato il 6 settembre, in memoria del beato Olinto Marella, sacerdote.

## Persone

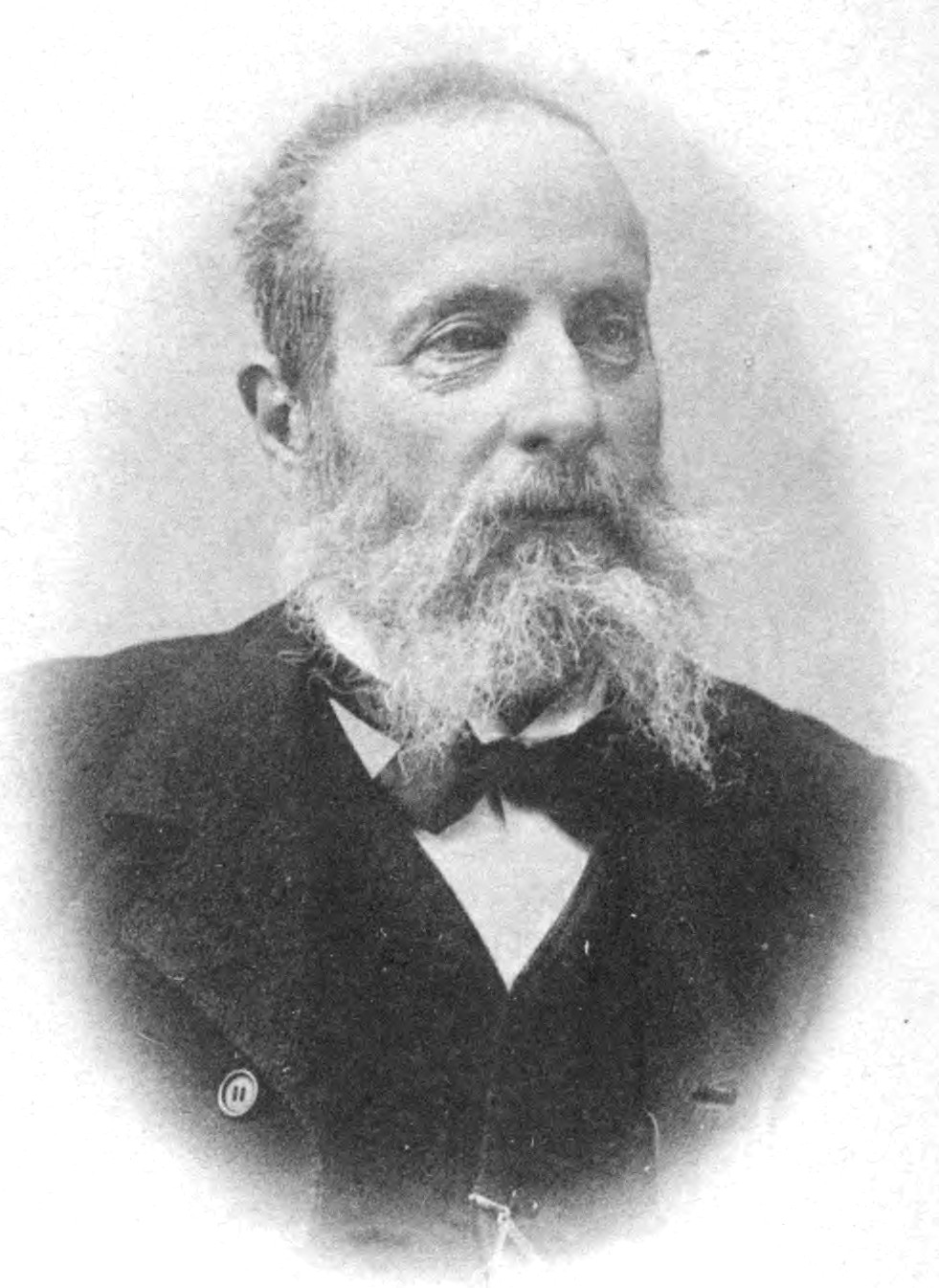
Olindo Guerrini

- Olindo Bitetti, pallanuotista, calciatore e giornalista italiano
- Olindo Del Donno, politico e sacerdote italiano
- Olindo Galli, calciatore e politico italiano
- Olindo Guerrini, poeta e scrittore italiano
- Olindo Malagodi, scrittore, giornalista e politico italiano
- Olindo Mare, giocatore di football americano statunitense
- Olindo Pasqualetti, presbitero, poeta, latinista e insegnante italiano
- Olindo Serdoz, calciatore italiano
- Olindo Vernocchi,  politico, giornalista e antifascista italiano

### Variante Olinto

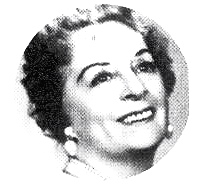
Olinda Bozán

- Olinto Barsanti, avvocato e politico italiano
- Olinto Cremaschi, politico italiano
- Olinto Cristina, attore e doppiatore italiano
- Olinto De Pretto, fisico e imprenditore italiano
- Olinto Dini, poeta italiano
- Olinto Marella, presbiterio italiano
- Olinto Marinelli, geografo e docente italiano

### Variante femminile Olinda
- Olinda Bozán, attrice argentina